# Doble Bragado de 2002
La 67ª edición de la Doble Bragado se disputó desde el 25 hasta el 31 de marzo de 2002, constó de 7 etapas de las cuales una fue contrarreloj individual con una distancia total acumulada de 1.034,4 kilómetros.
La mayoría de las etapas estuvieron marcadas por la lluvia y el mal tiempo lo que provocó la suspensión de la cuarta etapa.
El ganador fue Ángel Darío Colla del equipo Keops, fue escoltado en el podio por David Kenig del equipo Imperial Cord y Claudio Flores del equipo Tres de Febrero.

## Equipos participantes
Participaron 71 ciclistas, distribuidos 17 en equipos.
- Keops
- Imperial Cord
- Coach
- Tres de Febrero
- Bianchi
- Toledo
- Pinturería Loretti

## Etapas
| Etapa | Fecha       | Recorrido               | km       | Ganador                   | Líder              |
| 1ª    | 25 de marzo | Caseros - Salto         | 179      | Ángel Darío Colla         | Ángel Darío Colla  |
| 2ª    | 26 de marzo | Salto - Pergamino       | 152      | Ángel Darío Colla         | Ángel Darío Colla  |
| 3ª    | 27 de marzo | Rojas - 25 de Mayo      | 182      | Ángel Darío Colla         | Ángel Darío Colla  |
| 4ª    | 28 de marzo | 25 de Mayo - Bragado    | 163      | Suspendida por mal tiempo | Ángel Darío Colla  |
| 5ª    | 29 de marzo | Bragado                 | 17 (CRI) | Guillermo Brunetta        | Guillermo Brunetta |
| 6ª    | 29 de marzo | Circuito en Bragado     | 122,4    | Ezequiel Romero           | Guillermo Brunetta |
| 7ª    | 30 de marzo | Bragado - Pablo Podestá | 219      | Ezequiel Romero           | Ángel Darío Colla  |

## Clasificación final
| Posición | Ciclista            | Equipo          | Tiempo      |
| -------- | ------------------- | --------------- | ----------- |
|          | Ángel Darío Colla   | Keops           | 16 h 08'30" |
| 2        | David Kenig         | Imperial Cord   | + 53"       |
| 3        | Claudio Flores      | Tres de Febrero | + 58"       |
| 4        | Pedro Prieto        | Keops           | + 1'07"     |
| 5        | Gustavo Artacho     | Keops           | + 1'19"     |
| 6        | Maximiliano Richeze | Imperial Cord   | + 1'27"     |
| 7        | Gastón Corsaro      | Tres de Febrero | + 1'27"     |
| 8        | Jorge Sosa          | Bianchi         | + 2'04"     |
| 9        | Sebastián Cancio    | Bragado         | + 2'25"     |
| 10       | Daniel Capella      | Tres de Febrero | + 2'25"     |